# Volly De Faut
Voltaire "Volly" De Faut (Little Rock (Arkansas), 14 de març de 1904 – Chicago, Illinois, 29 de maig de 1973) fou un violinista, clarinetista i saxofonista de Jazz estatunidenc.
De família molt humil, en la seva infància va patir la segregació racial pròpia de l'estat d'Arkansas, però va poder iniciar-se en l'estudi del violí, i després en el del saxo i el clarinet, sempre de manera autodidàctica, producte de la seva curiositat i de la seva presencia juvenil en diversos locals on es reunia gent de la seva raça, on se celebraven concerts musicals.
El 1922 a Chicago va actuar junt amb Sig Meyers, i el 1924 realitzà una primitiva gravació discogràfica amb Muggsy Spanier, seguida per d'altres, en la qual es pot considerar la prehistòria de la discografia. Faut col·laborà en diversos conjunts de segona categoria i assolí celebritat a principi dels anys 1930 actuant en emissions radiofòniques.
L'any 1939 fou mobilitzat per a participar en la Segona Guerra Mundial, incorporant-se al front del Pacífic. Finalitzat el conflicte, tornà a la música, actuant indistintament com a intèrpret de violí, clarinet i saxo, tres instruments que dominà amb singular creativitat, encara que destacà especialment en el clarinet, del qual se'l pot considerar com un dels millors representants de l'anomenada escola de Nova Orleans.
Interpretacions magistrals seves han estat les que es conserven en els enregistraments Stomp six, Mobile blues i Copenhagen.